# Séisme de 2018 à Hokkaidō
Le 6 septembre 2018, un séisme situé à Hokkaidō fait 41 morts et 640 blessés.

## Intensité sismique
Le séisme est le premier à avoir atteint le niveau maximum de 7 sur l'échelle de Shindo à Hokkaido, et le sixième au Japon depuis la mise en place du système en 1949.
| Niveau sismique (échelle de Shindo) | Nom de la ville ou municipalité                                                                                          |
| ----------------------------------- | --- |
| 7                                   | Atsuma |
| 6+                                  | Abira, Mukawa |
| 6-                                  | Aéroport de Shin-Chitose, Hidaka, Biratori                                                                               |
| 5+                                  | Sapporo, Tomakomai, Ebetsu, Mikasa, Chitose, Eniwa, Naganuma, Shinhidaka                                                 |
| 5-                                  | Hakodate, Muroran, Iwamizawa, Noboribetsu, Date, Kitahiroshima, Ishikari, Shinshinotsu, Nanporo, Yuni, Kuriyama, Shiraoi |

## Bilan

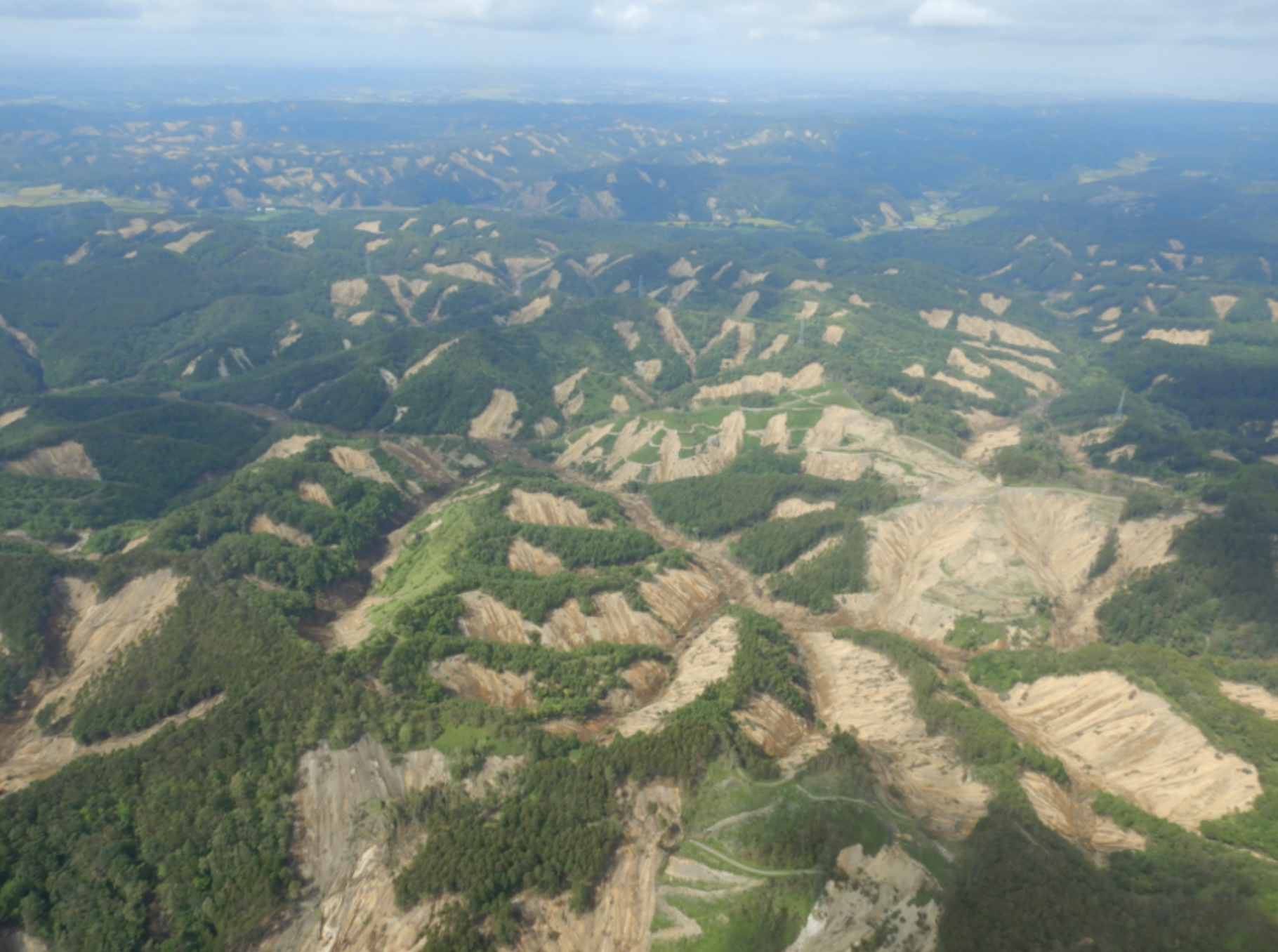
Glissements de terrain dans la municipalité d'Atsuma

Le séisme a provoqué d'importants dégâts, principalement dans la sous-préfecture d'Iburi. Des glissements de terrain ont enseveli plusieurs maisons des municipalités d'Atsuma et d'Abira.
Près de trois millions de foyers se sont retrouvés sans électricité. Les réseaux de téléphonie ont été coupés et la circulation des trains a été interrompue. La distribution d'eau a été perturbée, notamment à Sapporo. Ayant subi des dégâts, l'aéroport de Shin-Chitose a été fermé. L'électricité a pu être rétablie le 7 au matin pour 1,4 million de foyers. Il ne restait plus que 770 000 personnes sans électricité le 7 au soir.
Le 10 septembre, 2 700 personnes étaient encore hébergées dans des refuges, et 40 000 secouristes étaient toujours sur place pour apporter de l'aide aux habitants.
Plusieurs incendies, notamment dans une usine de Mitsubishi Steel de la ville de Nemuro et dans une raffinerie de Muroran, ont été maîtrisés. Plusieurs usines, notamment de Toyota, ont cessé leurs activités. L'usine de Toyota reprend partiellement son activité le 11 septembre.
La centrale nucléaire de Tomari, installée sur la côte ouest de Hokkaido et appartenant à la Compagnie d'électricité de Hokkaido, a perdu son alimentation extérieure. Ses circuits de refroidissement fonctionnent sur des systèmes d'alimentation de secours. Aucune anomalie n’a été signalée selon l'agence de régulation du nucléaire.